# Centrale nucleare di Watts Bar
La centrale nucleare Watts Bar è una centrale nucleare della Tennessee Valley Authority (TVA), usata per la produzione di energia elettrica e di tritio per armi termonucleari. È situata nella contea di Rhea nel Tennessee, vicino alla città di Spring City. L'impianto è composto da 2 reattori PWR Westinghouse di circa 2300 MW di potenza che fornisce energia per tutta la valle del tennessee.